# Система розпізнавання облич

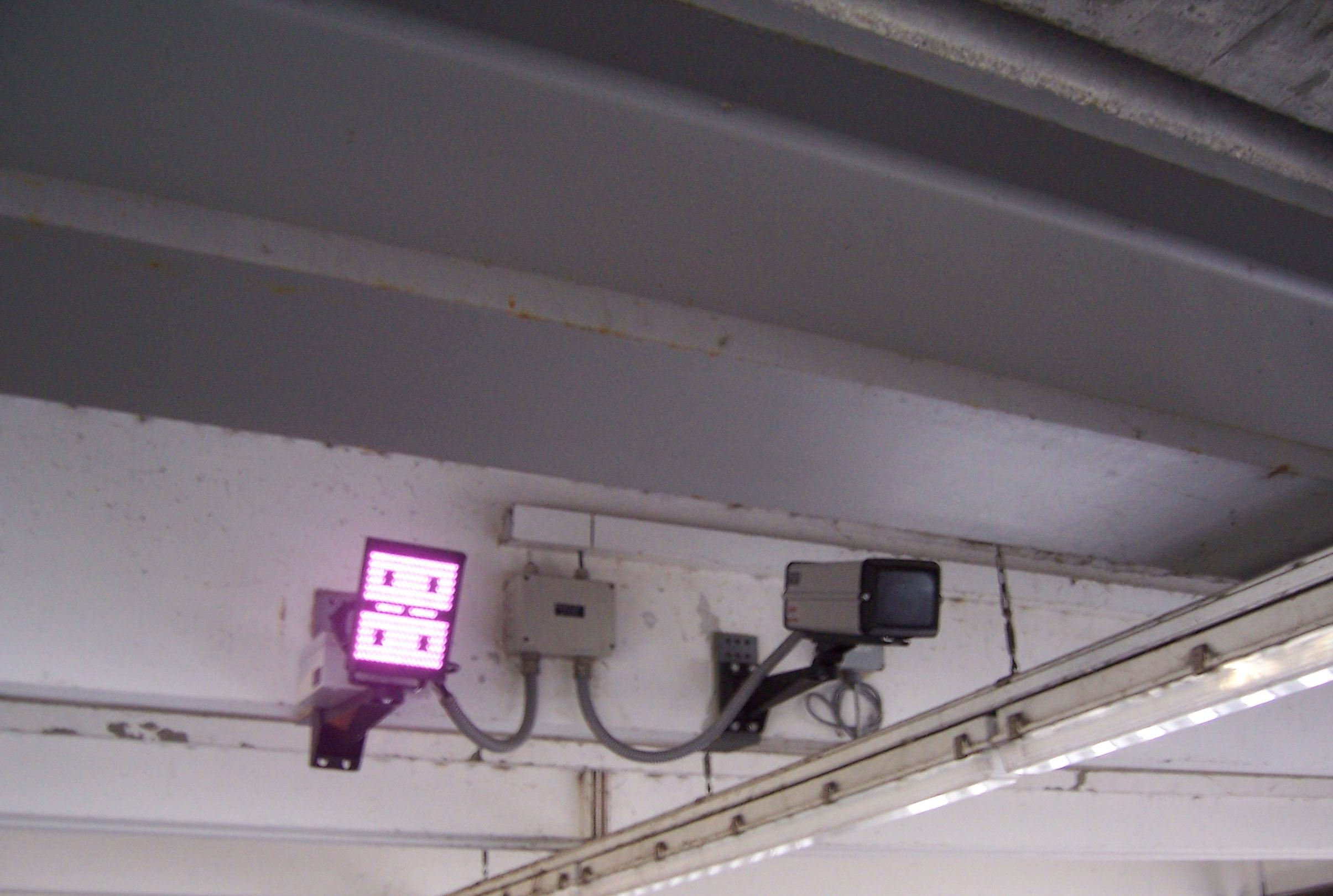
Апаратура спостереження і ідентифікації у Швейцарії: розпізнавання обличчя, марки, моделі і кольору автомобіля, а також

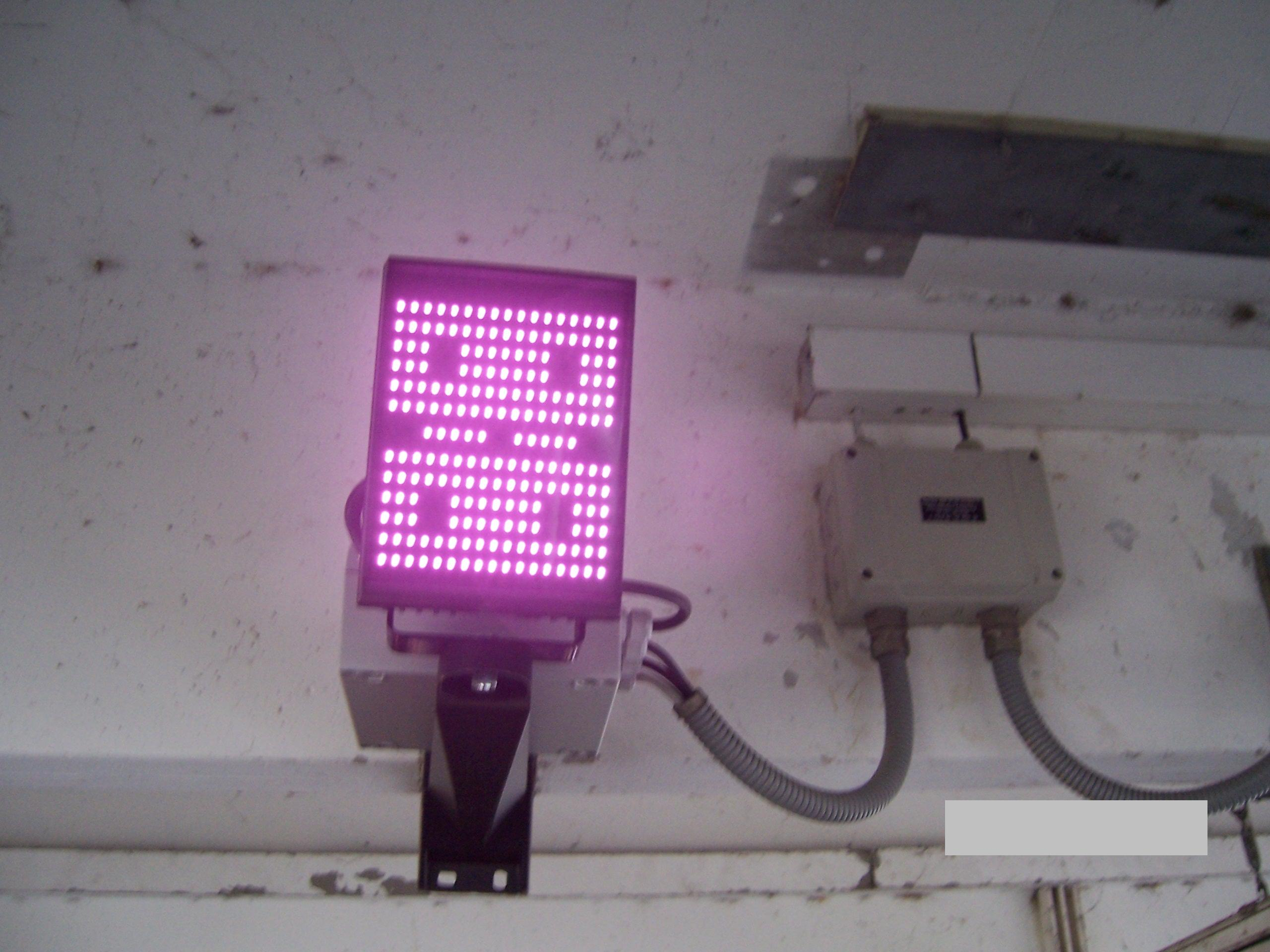
Інфрачервоне випромінювання невидиме для людського ока, але створює середовище подібне денному для камер спостереження.

Ця стаття про когнітивний процес. Для пізнавального процесу людини див. Парейдолія. Для інших застосувань див. Розпізнавання обличчя.
Систéма розпізнавáння обли́ччя — це технологія, здатна ідентифікувати або перевірити особу на цифровому зображенні або відеокадрі. Існує багато методів, які використовуються в системах розпізнавання осіб, але в цілому вони ґрунтуються на порівнянні рис обличчя заданого зображенням з обличчями, які зберігаються в базі даних. Цей метод також описують як біометричний додаток на основі штучного інтелекту, який може однозначно ідентифікувати людину шляхом аналізу моделей на основі текстур обличчя людини[неякісне джерело].
Незважаючи на те, що спочатку системи розпізнавання обличчя використовувались як застосунки, останнім часом все частіше використовуються на мобільних платформах та в інших технологіях, таких як робототехніка. Зазвичай таку систему використовують для контролю доступу в системах безпеки на рівні з іншими біометричними системами, такими як розпізнавання райдужної оболонки, відбитки пальців. Хоча точність системи розпізнавання обличчя як біометричної технології є нижчою, ніж розпізнавання райдужної оболонки ока та розпізнавання відбитків пальців, вона широко застосовується завдяки безконтактному та неінвазивному процесу. Останнім часом вона також стала популярною як комерційний інструмент ідентифікації та маркетинговий інструмент. Інші застосунки мають такі елементи, як просунута взаємодія людини з комп'ютером, відеоспостереження, автоматичне індексування зображень та відео.

## Історія технології розпізнавання обличчя
Піонерами автоматичного розпізнавання облич є Вуді Бледсоу, Хелен Чан Вольф (англ. Helen Chan Wolf) і Чарльз Біссон (англ. Charles Bisson).
У 1964 і 1965 роках Бледсоу разом з Хелен Чан і Чарльзом Біссоном працював над використанням комп'ютера для розпізнавання людських облич (Bledsoe 1966a, 1966b; Bledsoe і Chan 1965). Він пишався цією роботою, але через те, що фінансування було надано неназваним розвідувальним відомством, це обмежувало публічність, тому було опубліковано мало результатів. На підставі доступних посилань було виявлено, що початковий підхід Бледсоу мав ручну обробку різноманітних ключових точок (англ. landmark) обличчя, таких як центри очей, рот, ніс і т. д., які, після введення оператором, комп'ютер змінював з врахуванням розташування голови. Відстані між ключовими точками також обчислювались автоматично, після чого відбувалось порівняння характеристик між зображеннями для ідентифікації.
Задача полягала в тому, щоб для великої бази даних зображень (по суті, картотеки) і заданої фотографії, вибрати з бази даних декілька записів, які відповідають фотографії. Успішність методу могла вимірюватись як співвідношення довжини списку знайдених відповідей до загальної кількості записів у базі даних. Бледсоу (1966) описав наступні труднощі:
|                      | Проблема розпізнавання ускладнюється великою мінливістю повороту і нахилу голови, інтенсивністю і кутом освітлення, виразом обличчя, віком, тощо. Однак метод кореляції (або зіставлення зі зразком) необроблених оптичних даних, які часто використовуються деякими дослідниками, безсумнівно, зазнає невдачі у випадках, коли мінливість велика. Зокрема, кореляція дуже низька між двома зображеннями однієї людини з двома різними поворотами голови. |
| — Вуді Бледсоу, 1966 | |

Цей проект вважався людським та машинним, тому що людина отримувала координати множини ознак по фотографії, які потім використовувались комп'ютером для розпізнавання. З допомогою графічного планшету (GRAFACON або RAND Tablet), оператор витягував координати точок таких ознак, як центр очей, внутрішній кут очей, зовнішній кут очей, точку маківки удівства, і так далі. З координат цих точок обчислювався список з 20 відстаней, таких як ширина рота і ширина очей, відстань між зіницями. Люди-оператори могли обробляти близько 40 фотографій на годину. При побудові бази даних ім'я людини на фотографії пов'язувалось зі списком обчислених відстаней і зберігалось у комп'ютері. На етапі розпізнавання множину відстаней порівнювали з відповідною множиною відстаней для кожної фотографії, на основі цього обчислювалась міра відмінності між фотографією і записом бази даних. Поверталися найближчі записи.
Оскільки малоймовірно, що для будь-яких двох фотографій будуть збігатись параметри повороту і нахилу голови та масштабу (який визначається відстанню від камери), кожен набір відстаней нормалізується так, щоб представляти обличчя при фронтальній (портретній) орієнтації. Щоб виконати цю нормалізацію, програма спочатку намагається визначити кути, які визначають положення голови. Потім, з врахуванням цих кутів, комп'ютер усуває накладений ефект перетворень на обчислених відстанях. Щоб обчислити ці кути, комп'ютер повинен знати тривимірну геометрію голови. Оскільки фактичні розміри кожної голови недоступні, то Бледсоу (1964) використовував стандартну голову, яка була отримана як усереднення вимірювань семи різних голів.
Після того, як Бледсоу залишив PRI[прояснити] в 1966 році, ця робота була продовжена в Стенфордському дослідницькому інституті, в першу чергу Пітером Хартом. В експериментах, які виконувались на базі даних з більш ніж 2000 фотографій, комп'ютер послідовно перевершував людей, коли представляв ті ж завдання розпізнавання (Bledsoe 1968). Пітер Харт (1996) з ентузіазмом згадував проект з вигуком: «Це дійсно спрацювало!»
Приблизно у 1997 році, система, розроблена Крістофом фон дер Малсбургом і аспірантами в рурському університеті у Бохумі в Німеччині і університету Південної Каліфорнії в Сполучених Штатах перевершила більшість систем, так, що системи створені у Массачусетському технологічному інституті й університеті штату Меріленд розташовувались у рейтингу далі. Система з Бохума була розроблена завдяки фінансуванню науково-дослідної лабораторії армії США. Програмне забезпечення було продавалось під назвою ZN-Face, його користувачами були Deutsche Bank, оператори аеропортів та інших людних місць. Програмне забезпечення було «достатньо надійним, щоб виконувати ідентифікацію у випадку недосконалих способів огляду обличчя. Також ідентифікація проводилось при таких перешкодах, як вуса, борода, різні зачіски й окуляри — навіть сонцезахисні окуляри».
У 2006 році було проведено оцінку ефективності алгоритмів розпізнавання облич розроблених на той час у змаганні Face Recognition Grand Challenge. У тестах використовувалися зображення з високою роздільною здатністю, 3D сканування облич та зображення райдужної оболонки. Результати показали, що нові алгоритми в 10 разів точніші, ніж алгоритми розпізнавання облич 2002 року і в 100 разів точніші, ніж алгоритми 1995 року. Деякі алгоритми перевершували людей у розпізнаванні облич і навіть правильно ідентифікувати однакових близнюків.
Спонсоруванні американським урядом дослідження та змагання допомогли покращити роботу систем розпізнавання облич більш ніж на два порядки. Починаючи з 1993 року, коефіцієнт помилок автоматичних систем розпізнавання облич зменшився у 272 рази. Це стосується систем, які використовують зображеннями облич зроблені в студії або поліцейській ділянці. За законом Мура, рівень помилок зменшувався на половину кожні два роки.
Зображення облич з низькою роздільною здатністю можна збільшити за допомогою методу галюцинація обличчя.

## Методи захвату обличчя
По суті, процес розпізнавання обличчя виконується у два етапи. Перший включає виділяння і відбір ознак, а другий — класифікацію об'єктів. Пізніші розробки запровадили різні методи. Деякі з найбільш помітних наступні:

### Традиційний
Деякі алгоритми розпізнавання облич визначають риси обличчя, через ключові точки або особливості по зображенню обличчя суб'єкта. Наприклад, алгоритм може проаналізувати відносну позицію, розмір і/або форму очей, носа, вилиць і щелепи. Ці ознаки потім використовуються для пошуку інших зображень з такими ж ознаками.
Інші алгоритми нормалізують галерею зображень облич, а потім стискають дані обличчя через збереження тільки тих даних на зображенні, які потрібні для розпізнавання облич. Тестове зображення потім порівнюється з даними, які відповідають обличчю. Одна з найбільш ранніх успішних систем заснована на методах співставлення шаблонів, які застосовуються до множини характерних рис обличчя, забезпечуючи свого роду стиснення опису обличчя.
Алгоритми розпізнавання можна розділити на два основні підходи. Геометричний підхід розглядає відмінні ознаки. Фотометричний, який є статистичним підходом, який перетворює зображення в множину значень і порівнює ці значення з шаблонами для усунення відмінностей. Дехто класифікує ці алгоритми на дві широкі категорії: цілісні (холіцистичні) і на такі, що ґрунтуються на ознаках. Перші намагаються розпізнати обличчя у всій його повноті, в той час як ті, що використовують ознаки, розбивають обличчя на складові, такі як відповідність ознакам і аналізують кожну, як і просторове розташування щодо інших ознак.
Популярні алгоритми розпізнавання включають аналіз основних компонентів, використовуючи метод власних облич, лінійний дискримінантний аналіз, еластичне співставлення з використанням алгоритму рибних облич, прихованої марковської моделі, навчання полілінійного підпростору, використання тензорного представлення та динамічного узгодження нейронів.

### Тривимірне розпізнавання
Розпізнавання облич у просторі використовує 3D-датчики для захоплення інформації про форму обличчя. Ця інформація потім використовується для виявлення характерних ознак на поверхні обличчя, таких як контури очниць, ніс і підборіддя.
Однією з переваг розпізнавання облич у просторі є те, що на нього не впливають зміни в освітленні, як в інших методах. Він також може ідентифікувати обличчя у діапазоні кутів огляду, включаючи профіль. Використання тривимірних точок обличчя суттєво поліпшує точність розпізнавання особи. Дослідження у просторі посилились завдяки розробці складних датчиків, які краще виконують роботу по захопленню тривимірних зображень обличчя. Робота датчиків ґрунтується на правильно організованому освітлені обличчя. До десятка або і більше цих датчиків зображення можна розмістити на одному чипі CMOS — кожен датчик фіксує свою частину спектру ….
Навіть ідеальна техніка співставлення тривимірних зображень облич може бути чутливою до наявності емоцій. Для цієї мети дослідницька група з Техніона застосовувала інструменти метричної геометрії для усунення виразів обличчя за допомогою ізометрії.
Новий метод полягає у введенні способу захоплення тривимірного зображення за допомогою трьох камер стеження, які спрямовані під різними кутами; одна камера дивиться у фас, друга — у профіль, а третя — під кутом. Всі ці камери працюватимуть разом, щоб можна було відстежувати обличчя суб'єкта в режимі реального часу і мати можливість розпізнавати.

### Аналіз текстури шкіри
Ще одна тенденція, що розвивається, використовує візуальні деталі шкіри, зафіксовані в стандартних цифрових або сканованих зображеннях. Цей метод, який називається аналізом текстури шкіри, переводить унікальні лінії, візерунки та плями, які є на шкірі людини, в математичний простір.
Аналіз текстури поверхні працює так само, як і розпізнавання обличчя. Знімок ділянки шкіри, називається відбитком шкіри (англ. skinprint). Потім цей відбиток розбивається на дрібніші частини. Використовуються алгоритми для переведення відбитку в математичний, вимірюваний простір, система починає розрізняти будь-які лінії, пори та фактичну текстуру шкіри. Вона може знайти відмінність між ідентичними парами, що неможливо було виконати тільки за допомогою програмного забезпечення для розпізнавання облич.
Тести показали, що додатковий аналіз текстури шкіри, може збільшити результат розпізнавання облич на 20-25%.

### Розпізнавання осіб, що поєднує різні методики
Оскільки кожен метод має свої переваги й недоліки, технологічні компанії об'єднали традиційне, 3D-розпізнавання і шкірний текстовий аналіз, щоб створити системи розпізнавання, які мають більш високий рівень успіху.
Комбіновані методи мають перевагу перед іншими системами. Він відносно нечутливий до змін у вираженні, включаючи миготливий, хмуриться або усміхнений і має здатність компенсувати зростання вуса або бороди та появу окулярів. Система також є однорідною стосовно до раси та статі.

### Теплові камери
Інша форма прийняття вхідних даних для розпізнавання обличчя за допомогою теплових камер, за допомогою цієї процедури камери виявлятимуть лише форму голови, і вона ігноруватиме предмет аксесуарів, таких як окуляри, головні убори або макіяж. На відміну від звичайних камер, теплові камери можуть захоплювати зображення обличчя навіть в умовах слабкого освітлення і в нічний час без використання спалаху і виставлення положення камери. Однак проблема з використанням теплових зображень для розпізнавання облич полягає в тому, що бази даних для розпізнавання облич обмежені. Дієго Соколінський і Андреа Селінгер (2004) досліджують використання термічного розпізнавання облич в реальних умовах життя та експлуатації, і водночас будують нову базу даних теплових зображень облич. Дослідження використовує малочутливі, сегнетоелектричні електричні датчики з низьким дозволом, які здатні придбати довгохвильову теплову інфрачервону область (LWIR). Результати показують, що злиття LWIR і регулярних візуальних камер має більші результати у відкритих зондах. Результати в приміщенні показують, що візуальна точність має 97,05%, а LWIR — 93,93%, а Fusion — 98,40%, однак на відкритому повітрі візуальне виявляє 67,06%, LWIR 83,03%, а синтез — 89,02%. Дослідження використовувало 240 суб'єктів протягом 10 тижнів для створення нової бази даних.
У 2018 році дослідники з науково-дослідної лабораторії армії США(ARL) розробили методику, яка дозволила б їм узгоджувати зображення обличчя, отримане за допомогою теплової камери, з даними в базах даних, які були захоплені за допомогою звичайної камери. Цей підхід використовував штучний інтелект і машинне навчання, щоб дозволити дослідникам помітно порівнювати традиційні та теплові зображення обличчя. Відомий як метод синтезу крос-спектру завдяки тому, що він зближує розпізнавання осіб з двох різних способів формування зображення, цей метод синтезує єдине зображення, аналізуючи кілька областей обличчя та деталі. Вона складається з нелінійної регресійної моделі, яка відображає певне теплове зображення у відповідному видимому зображенні обличчя та проблемі оптимізації, яка проектує приховану проєкцію назад у простір зображення.
Вчені ARL відзначили, що підхід працює, поєднуючи глобальну інформацію (тобто функції по всьому обличчю) з місцевою інформацією (тобто особливості, що стосуються очей, носа і рота). На додаток до підвищення дискримінації синтезованого зображення, система розпізнавання обличчя може бути використана для перетворення підпису термічного обличчя в витончене видиме зображення обличчя. Згідно з тестами, проведеними в ARL, дослідники виявили, що багато регіональна модель синтезу крос-спектру продемонструвала поліпшення продуктивності приблизно на 30% у порівнянні з базовими методами й близько 5% у порівнянні з сучасними методами. Він також був протестований для виявлення орієнтирів для теплових зображень.

## Додаток

### Мобільні платформи

#### Соціальні медіа
Платформи соціальних медіа застосували можливості розпізнавання облич, щоб диверсифікувати свої функціональні можливості з метою залучення більш широкої бази користувачів серед жорсткої конкуренції з боку різних додатків.
Заснований у 2013 році, Looksery продовжував збирати гроші на додаток для модифікації обличчя на Kickstarter. Після успішного краудфандингу Looksery почав свою роботу в жовтні 2014 року. Додаток дозволяє відеочату з іншими користувачами через спеціальний фільтр для облич, який змінює зовнішній вигляд користувачів. Незважаючи на те, що додатки, які доповнюють зображення, такі як FaceTune і Perfect365, обмежені статичними зображеннями, тоді як Looksery дозволив додаткова реальність для відео в реальному часі. Наприкінці 2015 року SnapChat придбав Looksery, який потім став його знаковою функцією лінз.
Анімовані об'єктиви SnapChat, які використовували технологію розпізнавання облич, революціонізували й перевизначали selfie, дозволяючи користувачам додавати фільтри для зміни способу їх вигляду. Вибір фільтрів змінюється щодня, деякі з прикладів включають те, що змушує користувачів виглядати як старий і зморщений варіант себе, той, який аерографує їх шкіру, і той, який поміщає віртуальну квітку на вершину голови. Фільтр для собак є найпопулярнішим фільтром, який допоміг просунути постійний успіх SnapChat, з популярними знаменитостями, такими як Джіджі Хадід, Кім Кардаш'ян і любить регулярно розміщувати відео про себе за допомогою фільтра собак.
DeepFace — система глибокого вивчення обличчя, створена дослідницькою групою Facebook. Вона ідентифікує людські обличчя в цифрових зображеннях. Вона використовує дев'яти шарову нейронну мережу з більш ніж 120 мільйонами вагових з'єднань і пройшла навчання на чотирьох мільйонах зображень, завантажених користувачами Facebook. Система називається 97% точним, по порівнянні з 85% для ФБР наступного покоління ідентифікації системи. Один з творців програмного забезпечення, Янів Тайгман, прийшов до Facebook через придбання Face.com.

#### Рішення для перевірки ідентифікаторів
Нове використання розпізнавання осіб використовується у службах перевірки ідентифікаторів. Багато компаній зараз працюють на ринку для надання цих послуг банкам, ICO та іншим електронним підприємствам.

#### ID особи
Apple представила ідентифікатор обличчя на флагманському iPhone X як послідовності біометричної аутентифікації Touch ID, системи на основі відбитків пальців. Face ID має сенсор розпізнавання обличчя, який складається з двох частин: модуль «Romeo», який проектує більше ніж 30 000 інфрачервоних точок на обличчі користувача, і модуль «Juliet», який читає шаблон. Шаблон надсилається місцевому «Secure Enclave» в центральному процесорі пристрою (CPU) для підтвердження відповідності обличчям власника телефону. Шаблон особи не доступний Apple. Система не працюватиме з закритими очима, намагаючись запобігти несанкціонованому доступу.
Технологія вивчає зміни в зовнішньому вигляді користувача, тому працює з головними уборами, шарфами, окулярами, і багато сонцезахисних окулярів, бороди і макіяжу.
Він також працює в темряві. Це робиться за допомогою «Flood Illuminator», який є спеціальним інфрачервоним спалахом, який викидає невидиме інфрачервоне світло на обличчя користувача, щоб правильно прочитати 30 000 точок обличчя.

### Розгортання в службах безпеки

#### Поліція
Австралійські прикордонні війська і Новозеландська митна служба створили автоматизовану систему обробки кордону під назвою SmartGate, яка використовує розпізнавання особи, яке порівнює особа подорожнього з даними в електронних паспортах мікрочип. Всі канадські міжнародні аеропорти використовують розпізнавання обличчя як частину програми первинної інспекції, яка порівнює обличчя мандрівника з фотографією, що зберігається в електронному паспорті. Ця програма вперше встановлена у Міжнародному аеропорті Ванкувера на початку 2017 року і була розгорнута у всіх інших міжнародних аеропортах у 2018—2019 роках. Міжнародний аеропорт Токумен. У Панамі діє система спостереження, яка використовує сотні аеропортів для розпізнавання осіб, що проходять через аеропорт.
Поліцейські сили у Сполученому Королівстві випробовують технологію розпізнавання обличчя на публічних заходах з 2015 року. Однак нещодавній звіт та розслідування компанії  Big Brother Watch виявили, що ці системи були неточними до 98%.

#### Національна безпека
Держдепартамент США діє один з найбільших систем розпізнавання осіб у світі з базою даних 117 мільйонів дорослих американців, з фотографіями, як правило, взяті з ліцензійних фотографій водія. Хоча це ще далеко від завершення, його використовують у деяких містах, щоб дати підказки тому, хто був на фотографії. ФБР використовує фотографії як слідчий інструмент, а не для позитивної ідентифікації. З 2016 року розпізнавання обличчя використовувалося для ідентифікації людей на фотографіях, зроблених поліцією в Сан-Дієго і Лос-Анджелесі (не на відео в реальному часі, а лише на фотографіях бронювання) і використання планувалося в Західній Вірджинії та Даллас.
В останні роки Меріленд використовував розпізнавання облич, порівнюючи обличчя людей з фотографіями ліцензії водія. Система викликала суперечки, коли вона була використана в Балтиморі для арешту непокірних протестуючих після смерті Фреді Грея в поліції. Багато інших держав використовують або розробки подібної системи, проте в деяких штатах існують закони, що забороняють його використання.
ФБР також заснувала свою Next Generation Identification програма включає розпізнавання осіб, а також більш традиційної біометрії, як відбитки пальців і сканування райдужної оболонки ока, які можуть тягнути з обох кримінальних і цивільних баз даних.
У 2017 році компанія Time & Attendence ClockedIn випустила розпізнавання обличчя як форму відстеження відвідуваності для підприємств та організацій, які прагнуть мати більш автоматизовану систему відстеження відпрацьованих годин, а також для контролю безпеки та охорони здоров'я та безпеки.
У травні 2017 року чоловік був заарештований за допомогою системи автоматичного розпізнавання облич (AFR), встановленої на фургоні, що експлуатувалася поліцією Південного Уельсу. Ars Technica повідомив, що «це, здається, вперше [AFR] призвело до арешту».
Станом на кінець 2017 року Китай розгорнув технологію розпізнавання обличчя в Сіньцзяні. Журналісти, які відвідують регіон, знайшли камери спостереження, встановлені кожні сто метрів або близько того в декількох містах, а також контрольно-пропускні пункти для розпізнавання осіб на таких місцях, як автозаправні станції, торгові центри та входи до мечеті.

### Додаткове використання
Окрім використання систем безпеки, влада знайшла ряд інших програм для систем розпізнавання облич. У той час як попередні розгортання після 11 вересня 2009 року були добре оприлюдненими, більш недавні розгортання рідко пишуться через їхню приховану природу.
На Super Bowl XXXV у січні 2001 року поліція в Тампа-Бей, штат Флорида, використовувала програмне забезпечення для розпізнавання облич Viisage для пошуку потенційних злочинців і терористів, які брали участь у заході. Можливо, було виявлено 19 осіб з незначними судимостями.

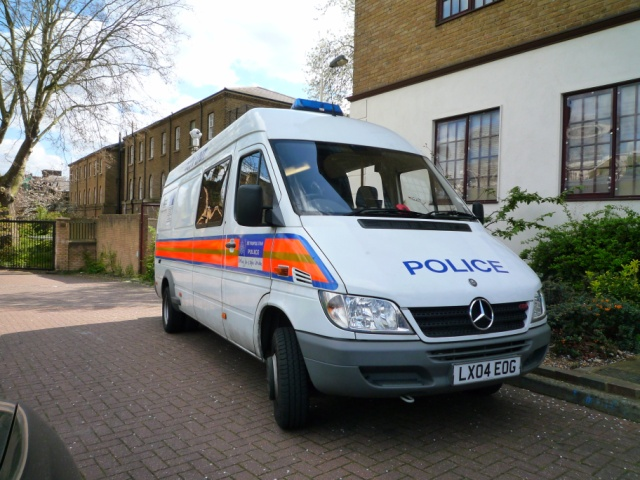
Автоматичні системи розпізнавання обличчя нагадують інші мобільні системи відеоспостереження

На мексиканських президентських виборах 2000 року мексиканський уряд використовував програмне забезпечення для розпізнавання осіб, щоб запобігти шахрайству виборців. Деякі особи реєструвалися для голосування за кількома різними іменами, намагаючись висловити кілька голосів. Порівнюючи нові зображення обличчя з тими, що вже є у базі даних виборців, органи влади змогли зменшити кількість дубльованих реєстрацій. Подібні технології використовуються в Сполучених Штатах, щоб перешкодити людям отримати підроблені посвідчення особи і водійські права.
Розпізнавання облич було використано як форму біометричної аутентифікації для різних обчислювальних платформ і пристроїв; Android 4.0 "Ice Cream Sandwich" додав розпізнавання обличчя за допомогою фронтальної камери смартфона як засіб розблокування пристроїв, а Microsoft представила вхід для розпізнавання облич на свою ігрову консоль Xbox 360 через аксесуар Kinect, а також для Windows 10 з допомогою своєї платформи «Windows» Hello (потрібно ІК підсвічуванням камери). Apple, iPhone X смартфон представив розпізнавання обличчя для продуктової лінійки з платформою "Face ID", яка використовує інфрачервону систему підсвічування.
Системи розпізнавання облич також використовуються програмним забезпеченням для управління фотографіями для визначення предметів фотографій, надання таких можливостей, як пошук зображень за особою, а також пропонування фотографій для спільного використання з певним контактом, якщо їхня присутність виявлена на фотографії.
Розпізнавання обличчя використовується як додатковий захист певних вебсайтів, додатків до телефону та способів оплати.
У Сполучених Штатах популярна музика і музики кантрі знаменитість Taylor Swift нишком використовувала технологію розпізнавання осіб на концерті в 2018. Камера була вкладеним в кіоску біля квиткової каси і переглянула концерт-любитель, як вони увійшли в засіб для відомих сталкерів.

## Переваги та недоліки

### Порівняно з іншими біометричними системами
Однією з ключових переваг системи розпізнавання осіб, що вона здатна ідентифікувати масу людей, оскільки вона не вимагає співпраці суб'єкта тесту для роботи. Належним чином розроблені системи, встановлені в аеропортах, мультиплексах та інших громадських місцях, можуть ідентифікувати осіб серед натовпу, не перехоплюючи навіть перехожих.
Однак, у порівнянні з іншими біометричними методами, розпізнавання облич може бути не найбільш надійним і ефективним. Засоби якості є дуже важливими в системах розпізнавання обличчя, оскільки можливі великі відхилення в зображеннях облич. Такі фактори, як освітлення, вираз, поза і шум під час захоплення обличчя можуть вплинути на продуктивність систем розпізнавання обличчя. Серед усіх біометричних систем розпізнавання облич має найвищі показники помилкового прийняття та відхилення тому були підняті питання щодо ефективності програмного забезпечення для розпізнавання облич у випадку безпеки залізниць та аеропортів.

### Слабкі сторони
Ральф Гросс, дослідник Інституту робототехніки Карнегі-Меллона у 2008 році, описує одну перешкоду, пов'язану з кутом огляду обличчя: «Розпізнавання обличчя стає досить добре на повних фронтальних обличчях і 20 градусів, але як тільки ви йдете профіль, там були проблеми». Окрім варіацій позі, зображення з низькою роздільною здатністю також дуже важко розпізнати. Це одна з головних перешкод розпізнавання облич в системах спостереження.
Розпізнавання обличчя менш ефективне, якщо міміка. Велика посмішка може зробити систему менш ефективною. Наприклад: Канада, у 2009 році, допускала лише нейтральні вирази обличчя у паспортних фотографіях.
Існує також непостійність наборів даних, що використовуються дослідниками. Дослідники можуть використовувати будь-де з декількох предметів на десятки предметів і кілька сотень зображень на тисячі зображень. Для дослідників важливо зробити доступними набори даних, які вони використовували один одному, або мати принаймні стандартний набір даних.
Конфіденційність даних є головною проблемою, коли йдеться про зберігання біометричних даних в компаніях. Доступ до сховищ даних про обличчя або біометричні дані може отримати третя сторона, якщо вона не збережена належним чином або зламана. У Techworld, Parris додає (2017), «Хакери вже будуть шукати, щоб відтворити обличчя людей, щоб обдурити системи розпізнавання обличчя, але ця технологія виявилася складніше зламати, ніж відбитки пальців або технології розпізнавання голосу в минулому».

### Неефективність
Критики технології скаржаться на те, що схема Лондонського району Ньюхем, починаючи з 2004 року, ніколи не визнавала жодного злочинця, незважаючи на те, що декілька злочинців у базі даних системи, що мешкають у районі, і система працює вже кілька років. «Не раз, наскільки поліцейські знають, автоматична система розпізнавання обличчя Ньюхема не помітила живу мету». Ця інформація, здається, конфліктує з твердженнями, що система була зарахована на 34% зниження злочинності (отже, чому вона також була випущена в Бірмінгем). Однак це можна пояснити поняттям, що коли громадськості регулярно повідомляють про те, що вони перебувають під постійним відеоспостереженням з вдосконаленою технологією розпізнавання облич, тільки цей страх може зменшити рівень злочинності, незалежно від того, чи є система розпізнавання облич технічно чи ні. Це стало основою для декількох інших систем безпеки на основі розпізнавання осіб, де сама технологія не працює особливо добре, але сприйняття користувачем технології робить.
Експеримент, проведений у 2002 році місцевим відділом поліції в Тампі, штат Флорида, мав аналогічні результати.
Система в аеропорту Логан в Бостоні була закрита у 2003 році після того, як не вдалося виконати жодних матчів протягом дворічного періоду випробувань.
У 2014 році Facebook заявив, що в стандартизованому двовимірному тесті розпізнавання облич, його онлайн система набрала 97,25 % точності, порівняно з людським показником 97,5%.
У 2018 році в доповіді громадських організацій, що займаються агітацією за правами людини, Big Brother Watch було виявлено, що дві поліцейські сили Великої Британії, поліція Південного Уельсу та міліція, використовували розпізнавання облич на громадських заходах і в громадських місцях, але з точністю, низький — 2%. Їх доповідь також попереджає про значні потенційні права людини порушень. Він отримав широке висвітлення в пресі у Великій Британії.
Системи часто рекламуються як мають точність близько 100% це вводить в оману, оскільки дослідження часто використовують набагато менші розміри вибірки, ніж це було б необхідно для великомасштабних додатків. Оскільки розпізнавання обличчя не є повністю точним, воно створює список потенційних збігів. Після цього людина-оператор зобов'язаний переглядати ці потенційні матчі, а дослідження показують, що оператори вибирають правильний матч зі списку лише вдвічі. Це викликає проблему націлювання на неправильного підозрюваного.

## Суперечності

### Порушення конфіденційності
Громадські організації, що захищають права громадян, та особи, які беруть участь у конфіденційній діяльності, такі як Electronic Frontier Foundation та Brothers Watch й ACLU висловлюють стурбованість тим, що конфіденційність порушується застосуванням технологій спостереження. Деякі побоюються, що це може призвести до «тотального спостереження за суспільством» зі сторони уряду та іншими органами влади, що мають можливість знати про місцеперебування та діяльність усіх громадян цілодобово. Ці знання були, є і можуть продовжуватися, щоб запобігти законному здійсненню прав громадян на критику тих, хто перебуває на посаді, конкретної політики уряду або корпоративної практики. Багато централізованих силових структур з такими можливостями спостереження зловживали своїм привілейованим доступом, щоб зберегти контроль над політичним і економічним апаратом, а також скоротити популістські реформи.
Розпізнавання облич можна використовувати не тільки для ідентифікації особи, але й для виявлення інших особистих даних, пов'язаних з окремою особою — наприклад, інших фотографій, що містять інформацію про особу, публікації в блогах, профілі соціальних мереж, поведінку Інтернету, моделі подорожей тощо. Особливості обличчя. Висловлювалися побоювання за приводу того, хто буде мати доступ до знання про місцеперебування і людей з ними в будь-який момент часу. Ще ж і надто, люди мають обмежену здатність уникати або перешкоджати спостереженню розпізнавання осіб, якщо вони не приховують свої обличчя. Це принципово змінює динаміку повсякденної конфіденційності, дозволяючи будь-якому маркетологу, урядовому агентству або випадковому незнайомому людині таємно збирати особисті дані та особисту інформацію будь-якої особи, захопленої системою розпізнавання облич. Споживачі не можуть зрозуміти або бути в курсі того, що їх дані використовуються для, що позбавляє їх здатності давати згоду на те, як отримує загальний їх особисті дані.
Розпізнавання облич було використано в Росії для переслідування жінок, які нібито беруть участь в онлайн порнографії. У Росії є додаток «FindFace», яке може ідентифікувати обличчя з точністю до 70% за допомогою програми соціальних медіа, яка називається VK. Цей додаток не було б можливим інтегрувати в інших країнах, які не використовують VK, оскільки фотографії платформи соціальних медіа не зберігаються так само, як з VK.
У липні 2012 року перед підкомітетом з питань конфіденційності, технологій та закону Комітету з питань судочинства, Сенату Сполучених Штатів, було проведено слухання щодо вирішення питань, що стосуються технології розпізнавання осіб для приватного життя та громадянських свобод.
У 2014 році Національна телекомунікаційна та інформаційна асоціація  (NTIA) розпочала багатосторонній процес для залучення захисників приватного життя та представників промисловості для створення керівних принципів щодо використання технології розпізнавання облич приватними компаніями. У червні 2015 року, захисники конфіденційності покинули стіл переговорів за те, що вони відчували, був тупик на основі представників промисловості не бажаючи погоджуватися на згоду вимоги до збору даних розпізнавання осіб. В NTIA представники та промисловості продовжували без представників приватного життя, і проект правил, як очікується, буде представлений навесні 2016 року.
У липні 2015 року Управління підзвітності уряду Сполучених Штатів провело звіт члену рейтингу, підкомітету з питань конфіденційності, технологій та права, Комітету судової влади, Сенату США. У доповіді обговорювалися комерційні використання технології розпізнавання облич, питання конфіденційності та застосовне федеральне законодавство. У ньому йдеться, що раніше обговорювалися питання, пов'язані з технологією розпізнавання облич і представляли необхідність оновлення федеральних законів про приватність, які постійно відповідають ступеню та впливу передових технологій. Крім того, деякі галузі, урядові та приватні організації знаходяться в процесі розробки, або розробили, «добровільні керівні принципи щодо конфіденційності». Ці керівні принципи різняться між групами, але загальною метою є отримання згоди та інформування громадян про наміри використання технології розпізнавання обличчя.
Найбільше занепокоєння з розвитком біометричних технологій, а точніше розпізнавання обличчя має справу з приватністю. Зростання технологій розпізнавання осіб призвело до того, що люди стурбовані тим, що великі компанії, такі як Google або Apple, або навіть урядові установи будуть використовувати його для масового спостереження громадськості. Незалежно від того, чи вчинили вони злочин, люди взагалі не хочуть, щоб кожна їхня дія спостерігалася або відстежувалася. Люди, як правило, вважають, що, через те, що ми живемо у вільному суспільстві, ми повинні бути в змозі вийти в громадських місцях без страху бути ідентифіковані та відеоспостереження. Люди стурбовані тим, що зі зростанням поширеності розпізнавання осіб вони почнуть втрачати анонімність.

#### Facebook DeepFace
Вебсайти соціальних медіа, такі як Facebook, мають дуже велику кількість фотографій людей, позначених іменами. Це являє собою базу даних, яку можуть зловживати уряди для цілей розпізнавання облич. DeepFace від Facebook став предметом кількох позовів про захист прав на біометричні відомості, які стверджують, що Facebook збирає та зберігає дані розпізнавання облич своїх користувачів без отримання інформованої згоди, прямо порушуючи Закон про захист біометричної інформації. Останній випадок було відхилено у січні 2016 року, оскільки суд не мав юрисдикції. Таким чином, досі незрозуміло, чи буде Закон про конфіденційність біометричної інформації ефективним для захисту прав конфіденційності біометричних даних.
У грудні 2017 року Facebook розробив нову функцію, яка сповіщає користувача, коли хтось завантажує фотографію, яка включає те, що Facebook вважає їхнім обличчям, навіть якщо вони не позначені тегами. Facebook спробував налаштувати нову функціональність у позитивному світлі, серед попередніх зворотів. Глава приватності Facebook, Роб Шерман, звернувся до цієї нової функції як така, що дає людям більше контролю над своїми фотографіями в Інтернеті. «Ми думали про це як про функцію розширення прав і можливостей», — говорить він. «Можливо, існують фотографії, про які ви не знаєте».

### Недосконала технологія в правоохоронних органах
По всьому світу правоохоронні органи почали використовувати програмне забезпечення для розпізнавання обличчя, щоб допомогти у виявленні злочинців. Наприклад, китайські поліцейські сили змогли визначити двадцять п'ять підозрюваних, які шукали підозрюваних, використовуючи обладнання для розпізнавання обличчя на Міжнародному фестивалі пива в Циндао, один з яких тривав 10 років. Обладнання працює, записуючи 15-секундний відеокліп і знімаючи кілька знімків об'єкта. Ці дані порівнюються та аналізуються з зображеннями з бази даних поліцейського відділу і протягом 20 хвилин суб'єкт може бути ідентифікований з точністю 98,1%. У Великій Британії, використання в поліції технології розпізнавання особи було встановлено, що до 98% неточною.
Доведено, що технологія розпізнавання обличчя працює менш точно на людей кольору. Одне дослідження Джой Буоламвіні (MIT Media Lab) і Тімніт Гебру (Microsoft Research) виявило, що коефіцієнт помилок для гендерного розпізнавання жінок кольору в трьох комерційних системах розпізнавання осіб коливається від 23,8% до 36%, тоді як для більш легких чоловіків шкіри становила від 0,0 до 1,6%. Загальні показники точності ідентифікації чоловіків (91,9%) були вищими, ніж для жінок (79,4%), і жодна з систем не враховувала не бінарне розуміння статі.
Експерти побоюються, що нова технологія може насправді зашкодити громадам, які поліція стверджує, що вони намагаються захистити. Це вважається недосконалим біометричним, і в дослідженні, проведеного дослідник Університету Джорджтауна Clare Garvie, вона зробила висновок, що «немає консенсусу в науковому співтоваристві, що забезпечує позитивну ідентифікацію кого — то».
Вважається, що з такою великою межею помилки в цій технології, як правові захисники, так і компанії з розпізнавання на обличчі говорять, що технологія повинна лише забезпечувати частину справи — ніяких доказів, які можуть призвести до арешту особи.
Відсутність правил, що містять технологію розпізнавання осіб на вимогу тестування на расовому упередженні, може бути значним недоліком у застосуванні у правоохоронних органах. Компанія CyberExtruder, яка продає себе в правоохоронних органах, заявила, що вони не проводили тестування або дослідження щодо упередженості у своєму програмному забезпеченні. Компанія CyberExtruder зауважила, що деякі кольори шкіри є більш складними для програмного забезпечення, яке може розпізнати існуючі обмеження технології. «Так само, як люди з дуже темною шкірою важко ідентифікувати з високим значенням через розпізнавання обличчя, люди з дуже блідою шкірою є однаковими», — сказав Блейк Сенфтнер, старший інженер-програміст CyberExtruder.
Ринок технології розпізнавання на обличчі коштує приголомшливих $4,6 млрд. У 2019 році — і зросте ще на 25% протягом наступних 9 років.
У травні 2019 року Рада наглядових органів Сан-Франциско проголосувала, щоб заборонити поліції та іншим державним установам використовувати технологію розпізнавання обличчя, роблячи Сан-Франциско першим американським містом, яке заборонило цю практику.

## Виявлення емоцій
Для розпізнавання емоцій використовувалися системи розпізнавання обличчя. У 2016 році Facebook придбав FacioMetrics для виявлення емоцій.

## Системи розпізнавання на обличчі
У січні 2013 року японські дослідники з Національного Інституту Інформатики створили окуляри для захисту особистих інтересів, які використовують майже інфрачервоне світло для того, щоб зробити обличчя під ним нерозпізнаним для програмного забезпечення для розпізнавання облич. В останній версії використовується титан кадр, світло відображає матеріалу і маска, яка використовує кути і візерунки, щоб порушити технологію розпізнавання осіб через обидва абсорбуючих і стрибають назад джерела світла. У грудні 2016 року форму сонцезахисних окулярів для анти-відеоспостереження та розпізнавання на обличчі, що називаються «рефлексіями», були винайдені майстром-спеціалістом на замовлення в Чикаго на ім'я Скотт Урбан. Вони відображають інфрачервоне та, при необхідності, видиме світло, що змушує користувачів стикатися з білими камерами.
Іншим методом захисту від систем розпізнавання на обличчі є специфічні стрижки і шаблони макіяжу, які запобігають використанню алгоритмів для виявлення обличчя, відомого як засліплення комп'ютерного зору.

## Додаткова література
- What are Biometrics? White Paper, January 2014
- Farokhi, Sajad; Shamsuddin, Siti Mariyam; Flusser, Jan; Sheikh, U.U; Khansari, Mohammad; Jafari-Khouzani, Kourosh (2014). Near infrared face recognition by combining Zernike moments and undecimated discrete wavelet transform. Digital Signal Processing. 31 (1): 13—27. doi:10.1016/j.dsp.2014.04.008.
- «The Face Detection Algorithm Set to Revolutionize Image Search» (Feb. 2015), MIT Technology Review
- Garvie, Clare; Bedoya, Alvaro; Frankle, Jonathan (18 жовтня 2016). Perpetual Line Up: Unregulated Police Face Recognition in America. Center on Privacy & Technology at Georgetown Law. Процитовано 22 жовтня 2016.
  - Facial Recognition Software 'Sounds Like Science Fiction,' but May Affect Half of Americans. As It Happens. Canadian Broadcasting Corporation. 20 жовтня 2016. Процитовано 22 жовтня 2016. Interview with Alvaro Bedoya, executive director of the Center on Privacy & Technology at Georgetown Law and co-author of Perpetual Line Up: Unregulated Police Face Recognition in America.